# Die lachenden Ungeheuer
Die lachenden Ungeheuer (englischer Originaltitel: The Laughing Monsters) ist ein Roman des amerikanischen Schriftstellers Denis Johnson. Er erschien im Jahr 2014 bei Farrar, Straus and Giroux. Drei Jahre später veröffentlichte der Rowohlt Verlag die deutsche Übersetzung von Bettina Abarbanell. Es handelt sich um Johnsons letzten vor seinem Tod veröffentlichten Roman und gleichzeitig um seinen ersten Ausflug ins Genre der Spionageliteratur. Die Geschichte von unzuverlässigen Loyalitäten, Freundschaft und Verrat in einer chaotischen Umwelt hat er in Afrika angesiedelt.

## Inhalt
Nach den Terroranschlägen am 11. September 2001 boomen die internationalen Geheimdienste. Roland Nair, der einen amerikanischen Pass hat, sich jedoch als Däne ausgibt, obwohl er kaum ein Wort Dänisch spricht, wird im Auftrag der NIIA, des Nachrichtendienstes der NATO, nach Sierra Leone geschickt, wo er Michael Adriko kennenlernt, der aus dem Grenzland zwischen Uganda und dem Kongo stammt und für die US-Armee arbeitet. Die beiden Männer freunden sich an, machen im Chaos des Bürgerkriegs das große Geld mit Schmuggel und illegalen Geschäften und wiederholen dies Jahre später in Afghanistan, wo Adriko als Fahrer und Leibwächter für Nair fungiert.
Elf Jahre später reist Nair abermals nach Freetown. Offiziell sucht er im Auftrag der NIIA nach Adriko, der Fahnenflucht begangen hat und untergetaucht ist. Insgeheim ist Nair jedoch nach Afrika zurückgekehrt, weil er das dort herrschende Chaos liebt, die Verrücktheit, die Anarchie und den Verfall, und weil es immer sein afrikanischer Freund gewesen ist, der sein fades Leben mit Spannung und Abenteuer gewürzt hat. Als er Adriko trifft, hat dieser eine Frau an seiner Seite, Davidia St. Claire, eine junge Afroamerikanerin und Tochter des Standortkommendanten von Fort Carson im US-Bundesstaat Colorado, in dem Adriko zuletzt stationiert gewesen ist. Er reist nach Uganda, wo er die Überreste seines nach dem Tod von Idi Amin vertriebenen Kakwa-Clans wiederzufinden hofft, um mit dem Segen seines Dorfes Davidia zu heiraten. Dieses soll sich am Fuß von jenen Bergen befinden, die der Missionar James Hannington einst vor seiner Ermordung durch Einheimische „die lachenden Ungeheuer“ getauft hat.
Nicht zuletzt die Anwesenheit anderer Geheimagenten schürt Nairs Argwohn, dass Adriko unter dem Deckmantel der Hochzeitsreise noch andere Absichten verfolgt. Tatsächlich stellt sich bald heraus, dass sein Freund Uranerz im Gepäck hat, das er über einen südafrikanischen Zwischenhändler namens Kruger für den Preis von einer Million Dollar dem Mossad als radioaktives U-235 anbieten will. Dabei spekuliert er darauf, dass den Geheimdiensten wegen der grassierenden Terrorismus-Hysterie unerschöpfliche finanzielle Mittel zur Verfügung stehen und sie noch den dreistesten Betrug ernst nehmen müssen, wenn er nur die geringste Glaubwürdigkeit besitzt. Nair überwindet seine anfängliche Bestürzung über die riskanten Plänen seines Freundes und erklärt sich bereit, mitzumachen, denn wie dieser will er nur eines nicht: in eine langweilige Existenz zurückkehren. Der NIIA allerdings, der er regelmäßig über gesicherte Internetverbindungen berichtet, die herzustellen in Afrika jeweils ein kleines Abenteuer bedeutet, verschweigt er die Pläne seines Freundes, so wie er glaubt, dass ihm die Agentur die brisanten Hintergründe seines Überwachungsauftrags verschwiegen hat.
Das konspirative Treffen mit Kruger in Arua geht schief und mündet in einem Handgemenge, nach dem sich Adriko, Davidia und Nair in einem gestohlenen Jeep Richtung Kongo absetzen. Auf der hektischen Fahrt über unbefestigte Straßen überfahren sie eine Einheimische ohne anzuhalten. Nachdem ihr Fahrzeug liegengeblieben ist, suchen sie in einem Dorf Zuflucht, das von der kongolesischen Armee überfallen und geplündert wird. Nach seiner Gefangennahme wird Nair an die Special Forces der US-Armee überstellt und in einem inoffiziellen Internierungslager verhört. Von dort aus schreibt er halluzinierende Briefe an eine Frau, von der er selbst nicht zu sagen weiß, ob es sich um seine befreundete Kollegin Tina handelt, deren Liebe er missbraucht hat, um sich geheime Dokumente zu beschaffen, die er auf einem versteckten USB-Stick verwahrt hält, oder um Davidia, in die er sich trotz ihrer Verbindung mit Michael verliebt hat, und die nach einer Intervention ihres Vaters in die USA ausgeflogen wird.
Wie zuvor Adriko ist es nun Nair, der den Bluff mit dem vermeintlichen radioaktiven Uran benutzt, um sich ohne Konsequenzen aus der Affäre zu ziehen. Ausgestattet mit einem Sack voll falschem Gold soll er in einer verdeckten Operation abermals Kontakt zum geflohenen Adriko aufnehmen, um den Deal zu überwachen. Nach einer langen Suche findet Nair Adriko in seinem Heimatdorf unter dem Njuwada (New Water) Mountain. Das Dorf ist verelendet und heruntergekommen, das Wasser durch den Abbau von Rohstoffen vergiftet, und die verbliebenen Dorfbewohner betreiben Raubbau mit der Substanz ihrer Hütten und fliehen in Alkohol- und Drogenrausch. Regiert werden sie von der verrückten Dorfkönigin La Dolce. Niemand erkennt den Heimkehrer Michael wieder. Es braucht lange, bis Nair seinen verzweifelten Freund bewegen kann, sich Missionaren der Siebenten-Tags-Adventisten anzuschließen, um den todgeweihten Ort zu verlassen. Zurück in Freetown planen Adriko und Nair bereits das nächste Schurkenstück, vielleicht in Liberia, wo vieles möglich sei. Zuvor jedoch verkauft Nair seinen USB-Stick mit den gesammelten Geheimdokumenten.

## Hintergrund
Denis Johnson besuchte erstmals 1990 Westafrika für das amerikanische Magazin Esquire, um über den Liberianischen Bürgerkrieg und den Rebellenführer Prince Johnson zu berichten. Seine Reportage schloss mit den Worten: „Die Frage ist: Wo liegt Liberia? Kümmert es irgendwen da draußen?“ Seitdem reiste Johnson immer wieder nach Afrika und verfasste unter anderem aus Somalia literarische Reportagen für verschiedene Magazine. Seine ins Deutsche übersetzten Afrikareportagen erschienen 2006 gesammelt im Band In der Hölle. Blicke in den Abgrund der Welt. In Johnsons sehr vielfältigem fiktionalen Werk war Die lachenden Ungeheuer allerdings der erste Roman, der in Afrika handelt. Vor seiner Entstehung bereiste der Autor vier Wochen lang Uganda.
Über seinen Vater, der für das Außenministerium der Vereinigten Staaten als Verbindungsmann zwischen der United States Information Agency und der Central Intelligence Agency arbeitete, lernte Johnson schon früh die Welt der Nachrichtendienste kennen. Er behandelte sie bereits in seinem 900-seitigen Kriegs-Epos Ein gerader Rauch (Tree of Smoke, 2007) über den Vietnamkrieg. Die lachenden Ungeheuer war nicht der erste Ausflugs Johnsons ins Genre der Kriminalliteratur. Er knüpfte stilistisch und in der Charakterisierung seiner hardboiled Helden an den Vorgänger Keine Bewegung! (Nobody Move, 2009) an, einen komischen Noir-Krimi. Die Erfahrungen seines Protagonisten mit Rauschmitteln und Halluzinogenen spiegeln Johnsons eigenen Erfahrungen in jungen Jahren, die bereits den Hintergrund von Romanen wie Schon tot (Already Dead, 1996) oder dem Erzählungsband Jesus’ Sohn (Jesus’ Son, 1992) abgaben.

## Interpretation
In einem Interview mit dem New Yorker bezeichnete Johnson Die lachenden Ungeheuer als einen „literarischen Thriller“. An anderer Stelle nannte er das Buch „eine Agentengeschichte mit ernsthaften Absichten, wenn man so will“. Was für Peter Körte implizit bedeutet, dass moderne Agentengeschichten, anders als jene der Altmeister des Genres wie Graham Greene, Eric Ambler oder John le Carré, nicht allzu ernsthaft seien, zu realitätsfern oder zu wenig tiefschürfend. Von den klassischen Regeln eines Kriminalromans, bei dem stets das Mysterium, das Geheimnis am Anfang steht, unterscheidet sich Johnson vor allem dadurch, dass er nicht die Ungewissheit im Fortgang der Handlung auflösen will, sondern ganz im Gegenteil die Gewissheit immer weiter auflöst. Im Kniff, den Fortgang der Handlung ab einem gewissen Moment nur noch über E-Mails zu berichten, sieht Florian Schmid eine Form „des digitalen Briefromans“.
Roland Nair, der Ich-Erzähler des Romans, ist ein klassischer unzuverlässiger Erzähler, dem Körte als Leser so wenig glauben mag wie Nair seinerseits den Geschichten Michael Adrikos glaubt. Durch all die Täuschungen und Lügen, die Johnsons Figuren im Verlauf des Romans anwenden, verlieren die Wörter selbst ihre Zuverlässigkeit, was Nair einmal mit dem Satz kommentiert: „Welche Wörter soll ich benutzen? Widersinnig. Unmöglich. Nicht der Realität entsprechend.“ Nairs delirierender Bericht gleicht für Körte einem „Malariafiebertraum“ oder einem Rausch, der die Dinge klarer hervortreten lässt als die nüchterne Betrachtung. Die aktuellen Debatten um Fake News und alternative Fakten nimmt Adriko in der Feststellung vorweg: „Die Realität ist keine Tatsache.“
Laut Christopher Schmidt zeichnet Johnson in Die lachenden Ungeheuer ein Spiegelbild der Fourth-generation warfare, der modernen Form der Kriegsführung, gekennzeichnet durch eine „trübe Gemengelage globaler Hinterhofkriege mit ihren dubiosen Allianzen und undurchsichtigen Freund-Feind-Bewegungen“. Die Veränderung der Welt der Geheimdienste und des Militärs durch den 11. September 2001 kommentiert Johnson an einer Stelle: „Die Weltmächte öffnen ihre Kassen für eine erweiterte Version des alten ‚großen‘ Spiels. Das Geld hat einfach keine Grenzen, und viel davon wird fürs Verpfeifen und Bespitzeln ausgegeben. Auf dem Gebiet gibt es keine Rezession.“ An anderer Stelle heißt es: „Seit Nine Eleven hat sich die Jagd auf Mythen und Märchen zu einem ernsthaften Geschäft entwickelt. Einer Industrie.“ Afrika ist so nicht nur der Ort, an den die Großmächte ihre Konflikte auslagern, als Kontinent der Mythen und Legenden dient er im Roman auch als Symbol „für die Phantasmen, die diese Konflikte antreiben.“
„Freundschaft, Vertrauen und Verrat“, so benennt Michael Schmitt die Themen des Romans, dessen Titel Die lachenden Ungeheuer sich ebenso gut auf die beiden Protagonisten beziehen lässt wie auf ihr Reiseziel, eine Bergkette in Uganda. Der Blick, den beide Männer auf den afrikanischen Kontinent werfen, ist der von entwurzelten Zynikern, die nichts anders mehr suchen als ihren Vorteil, für den sie alle Weggefährten manipulieren. Darin erinnert Schmitt der Roman an Rudyard Kiplings frühe Erzählung Der Mann, der König sein wollte. Auch diese bewegt sich zwischen Tragik, Verblendung und Komik, doch während Kipling seine Helden am Ende in den Untergang schickt, sind Johnsons Figuren unverwundbare Stehaufmännchen, zwischen Selbstzerstörung, Skrupellosigkeit und Gier, die zu jeder Zeit noch ein As im Ärmel haben. So führt der Roman auch zu keiner Läuterung, sondern bloß zu einem Bekenntnis der Freundschaft zwischen den beiden Männern, das durch die vorigen Ereignisse als verlogen entlarvt wird.
Christoph Schröder denkt bei dem Roadmovie, der abenteuerlichen Reise durch Afrika, wie viele andere Rezensenten an Joseph Conrads ebenfalls im Kongo angesiedelte Erzählung Herz der Finsternis. Doch während im Klassiker die Afrikareise noch als Spiegel für die menschliche Seele dient, ist bei Johnson keine Desillusionierung mehr möglich, weil sich niemand noch Illusionen macht. In den häufig kritisierten politischen und psychologischen Zweideutigkeiten in seinem Werk findet Johnsons Weltanschauung einer „Welt ohne metaphysischen Halt und ohne Gnade“ ihre Entsprechung. Für Christopher Schmidt bilden Johnsons Werke über „unerlöste Gottsucher“ einen der „schwärzesten Kontinente der Literatur“, des Autors „inneres Afrika“.

## Rezeption
Die lachenden Ungeheuer erhielt bei seinem Erscheinen 2014 in der amerikanischen Presse respektvolle, aber verhaltene Kritiken, die in Johnsons letztem Roman vielfach nur ein Nebenwerk des 2017 verstorbenen Schriftstellers sehen. Kritisiert wurden kompositorische Schwächen, die nicht stringente Handlung und das klischeehafte Afrikabild. Deutschsprachige Kritiker wählten den Roman im März 2017 auf Platz 1 der monatlich erstellten Krimibestenliste.

## Ausgaben
- Denis Johnson: The Laughing Monsters. Farrar, Straus and Giroux, New York 2014, ISBN 978-0-374-28059-8.
- Denis Johnson: Die lachenden Ungeheuer. Aus dem Englischen von Bettina Abarbanell. Rowohlt, Reinbek bei Hamburg 2017, ISBN 978-3-498-03342-2.